# Aeroport de Santa Helena
L'Aeroport de Santa Helena (codi IATA: HLE, codi OACI: FHSH) és un aeroport internacional a Santa Helena, una illa remota al sud de l'Oceà Atlàntic, al Territori Britànic d'Ultramar de Santa Helena, Ascensió i Tristan da Cunha. Va ser inaugurat el 2016, i va poder acollir els primers vols generals, xàrter i d'evacuació mèdica a partir del mes de maig. Els vols comercials regulars van començar el 14 d'octubre del 2017, amb una connexió setmanal amb l'Aeroport Internacional O. R. Tambo, a Johannesburg, Sud-àfrica, operada per la companyia sud-africana Airlink. Els vols comercials van inaugurar-se amb un any i mig de retard, i només amb avions de mida reduïda, a causa del cisallament del vent a l'aeroport. A més, ofereix vols xàrter mensuals entre Ascensió i Santa Helena.

## Història
Santa Helena, a l'oceà Atlàntic, és a més de dos mil quilòmetres del territori més proper. Abans de l'obertura de l'aeroport, només es podia arribar a l'illa per mar, cosa que la convertia en un dels llocs habitats més remots del planeta. Els viatges a bord del vaixell RMS St Helena duraven cinc dies des de Ciutat del Cap i n'hi havia un cada tres setmanes. El govern britànic va anunciar la intenció de construir un aeroport el 2005. Les obres van començar el 2012 i la pista d'aterratge es va completar el 2015. El setembre del mateix any van començar els vols de calibració. El primer avió de passatgers gros (de més de 100 seients) va aterrar a l'aeroport el 18 d'abril del 2016, un Boeing 737-800 operat per la sud-africana Comair, en un vol de prova que va aterrar al segon intent.
La inauguració de l'aeroport, prevista inicialment per al febrer del 2016, es va posposar diverses vegades entre altres motius per problemes amb el cisallament del vent, que dificultava l'aterratge d'avions grossos. Finalment obrí el juny del 2016, amb restriccions per als avions grossos. Els vols comercials regulars van començar l'octubre del 2017, operats per Airlink, després que l'aerolínia guanyés el concurs per a fer vols setmanals a Johannesburg passant per Windhoek o Walvis Bay (Namíbia) a omplir el dipòsit. El novembre del 2017 la mateixa companyia estrenà un vol xàrter mensual a l'illa de l'Ascensió.

## Aerolínies i destinacions
| Ciutats        | Nom de l'aeroport                                     | Aerolínies |
| -------------- | ----------------------------------------------------- | ---------- |
| Sud-àfrica     |                                                       |            |
| Johannesburg   | Aeroport Internacional O. R. Tambo                    | Airlink    |
| Ciutat del Cap | Aeroport Internacional de Ciutat del Cap (estacional) | Airlink    |
| Regne Unit     |                                                       |            |
| Ascensió       | Base aèria de l'Ascensió (xàrter)                     | Airlink    |